# Kinh tế tri thức

## Khái niệm, định nghĩa
Đừng nhầm với kinh tế trí thức
Khái niệm kinh tế tri thức manh nha xuất hiện từ đầu những năm 1960 của thế kỷ trước, tiên phong bởi Fritz Machlup và Peter Drucker. Trong hơn bốn thập kỷ qua, đã có nhiều nghiên cứu nhằm xác định và giải thích cơ chế của nền kinh tế này. Trong những năm qua kinh tế tri thức được chọn làm chiến lược phát triển của nhiều quốc gia, cả những nước phát triển và đang phát triển. Tuy nhiên, kinh tế tri thức là khái niệm không dễ hiểu vì dựa trên hai khái niệm trừu tượng là kinh tế và tri thức, và do vậy đã được hiểu nhiều ít khác nhau..
Nền kinh tế tri thức, còn gọi là kinh tế dựa vào tri thức (Knowledge-based Economy) là nền kinh tế chủ yếu dựa vào tri thức, trên cơ sở phát triển khoa học và công nghệ cao. "Nền kinh tế tri thức là nền kinh tế ngày càng phụ thuộc trực tiếp vào việc sản xuất phân phối và sử dụng tri thức và thông tin" (OECD 1996).: "Nền kinh tế tri thức là nền kinh tế mà trong đó quá trình sản xuất, phân phối và sử dụng tri thức trở thành động lực chính cho tăng trưởng, cho quá trình tạo ra của cải và việc làm trong tất cả các ngành kinh tế" (APEC 2000).
Ngân hàng Thế giới (WB,2000) đánh giá "Đối với các nền kinh tế tiên phong trong nền kinh tế Thế giới, cán cân giữa hai yếu tố tri thức và các nguồn lực đang nghiêng về tri thức.Tri thức thực sự đã trở thành yếu tố quan trọng nhất quyết định mức sống - hơn cả yếu tố đất đai, hơn cả yếu tố tư liệu sản xuất, hơn cả yếu tố lao động. Các nền kinh tế phát triển nhất về công nghệ ngày nay thực sự đã dựa vào tri thức".
Còn theo Bộ Thương mại và Công nghiệp Anh: Kinh tế tri thức là nền kinh tế mà việc sản sinh ra và khai thác tri thức có vai trò nổi trội trong quá trình tạo ra của cải.
: Kinh tế tri thức là nền kinh tế trong đó sự sản sinh ra, phổ cập và sử dụng tri thức giữ vai trò quyết định nhất đối với sự phát triển kinh tế, tạo ra của cải, nâng cao chất lượng cuộc sống.

## Các động lực
4 trụ cột của nền kinh tế tri thức :
- Môi trường kinh tế và thể chế xã hội
- Giáo dục và đào tạo
- Mạng lưới các trung tâm nghiên cứu, đại học, tổ chức chuyên gia cố vấn, doanh nghiệp tư nhân, các nhóm cộng đồng
- Hạ tầng cơ sở thông tin, từ radio đến Internet, đặc biệt là hệ thống viễn thông

## Đặc điểm
Kinh tế tri thức xuất hiện trong mọi lĩnh vực, trong toàn bộ cơ cấu nền kinh tế quốc dân. ở Bắc Mỹ và một số nước Tây Âu, nền kinh tế tri thức đã bắt đầu hình thành. Hiện nay, ở những nước này riêng về kinh tế thông tin (những ngành kinh tế chủ yếu dựa vào công nghệ thông tin) trong đó nền kinh tế tri thức là chủ yếu, chiếm khoảng 40-50% GDP. Trong các nước OECD kinh tế tri thức chiếm hơn 50% GDP, công nhân tri thức chiếm trên 60% lực lượng lao động. Nhiều người ước tính khoảng năm 2030 các nước phát triển đều trở thành nước có nền kinh tế tri thức.
So sánh một số đặc điểm của một số giai đoạn kinh tế: 
| Tiêu chí                    | Giai đoạn Kinh tế sơ khai (Thiên về tự cung tự cấp) | Kinh tế công nghiệp                                      | Kinh tế tri thức                                                    |
| --------------------------- | --------------------------------------------------- | -------------------------------------------------------- | ------------------------------------------------------------------- |
| Đầu vào của sản xuất        | Lao động, đất đai, vốn                              | Lao động, đất đai, vốn, công nghệ, thiết bị              | Lao động, đất đai, vốn, công nghệ, thiết bị, tri thức, thông tin    |
| Đầu ra của sản xuất         | Lương thực                                          | Của cải, hàng hóa, tiêu dùng, xí nghiệp, nền công nghiệp | Sản phẩm công nghiệp với công nghệ hiện đại, tri thức, vốn tri thức |
| Cơ cấu xã hội               | nông dân                                            | Công nhân                                                | Công nhân tri thức                                                  |
| Tỉ lệ đóng góp của KHCN     | <10%                                                | >30%                                                     | >80%                                                                |
| Đầu tư cho giáo dục         | <1% GDP                                             | 2-4% GDP                                                 | 8-10% GDP                                                           |
| Tầm quan trọng của giáo dục | Nhỏ                                                 | Lớn                                                      | Rất lớn                                                             |
| Trinh độ văn hóa trung bình | Tỉ lệ mù chữ cao                                    |                                                          | Đa số sau trung học phổ thông                                       |

Nền kinh tế tri thức có những đặc trưng cơ bản như: 1.Tri thức đã trở thành lực lượng sản xuất trực tiếp, là vốn; 2. Trong nền kinh tế tri thức, cơ cấu sản xuất dựa ngày càng nhiều vào việc ứng dụng các thành tựu của khoa học công nghệ, đặc biệt là công nghệ cao; 3. Cơ cấu lao động trong kinh tế tri thức có những biến đổi như Lao động tri thức chiếm tỷ trọng cao (70-90%), nguồn nhân lực nhanh chóng được tri thức hóa, sự sáng tạo, đổi mới, học tập trở thành nhu cầu thường xuyên đối với mọi người. ở đỉnh cao của nó, xã hội của nền kinh tế tri thức sẽ trở thành xã hội học tập; 4. Trong nền kinh tế tri thức, quyền sở hữu đối với tri thức trở nên quan trọng; 5. Mọi hoạt động của kinh tế tri thức đều liên quan đến vấn đề toàn cầu hóa.

## Một số chỉ tiêu thống kê phản ánh
Một số chỉ tiêu thống kê phản ánh nền kinh tế tri thức
Các chỉ tiêu vĩ mô
1. Chi nghiên cứu và triển khai các công trình khoa học vào thực tiễn so với tổng chi ngân sách nhà nước;
2. Chi cho đào tạo nguồn nhân lực chất lượng cao so với tổng chi cho giáo dục của toàn xã hội;
3. Tỷ lệ vốn đầu tư cho lĩnh vực công nghệ thông tin so với tổng vốn đầu tư;
4. Giá trị chuyển giao công nghệ so với tổng chi ngân sách nhà nước;
5. Tỷ lệ doanh thu của ngành công nghệ thông tin so với tổng giá trị sản xuất của nền kinh tế;
6. Tỷ lệ doanh thu bán phần mềm so với tổng doanh thu của khu vực doanh nghiệp trong nền kinh tế;
7. Tỷ lệ giá trị tăng thêm của các ngành thông tin so với tổng sản phẩm trong nước;
8. Tỷ lệ của sản nghiệp tri thức so với tổng giá trị tài sản của nền kinh tế;
9. Năng suất nhân tố tổng hợp (TFP);
10. Hệ số đổi mới tài sản cố định;
11. Nhân tử đầu ra của ngành văn hóa, du lịch văn hóa, du lịch tri thức đối với các ngành sản xuất vật chất và tiêu dùng của dân cư;
12. Hệ số liên hệ xuôi (Forward linkage), hệ số liên hệ ngược (Backward linkage) của ngành văn hóa, du lịch văn hóa, du lịch tri thức đối với các ngành sản xuất vật chất và tiêu dùng của dân cư;
13. Tỷ lệ lao động làm công tác thông tin so với tổng số lao động đang làm việc trong nền kinh tế;
14. Tỷ lệ lao động trí óc so với lao động chân tay;
15. Số lượng các đơn vị khoa học công nghệ trong nền kinh tế.
Các chỉ tiêu vi mô
16. Chi cho nghiên cứu và triển khai các công trình khoa học vào thực tiễn so với tổng vốn đầu tư của khu vực doanh nghiệp;
17. Tỷ lệ cán bộ làm nghiên cứu và triển khai công nghệ của khu vực doanh nghiệp so với tổng số lao động của khu vực doanh nghiệp;
18. Số máy tính dùng trong khu vực doanh nghiệp;
19. Tỷ lệ doanh nghiệp có Website và truy cập internet;
20. Tỷ lệ dân cư truy cập internet so với tổng dân số;
21. Tỷ lệ dân cư tham gia hoạt động thương mại điện tử so với tổng dân số;
22. Số điện thoại thuê bao tính cho 1000 dân;
23. Các chỉ tiêu về tiếp cận, sử dụng và thụ hưởng thông tin trong đời sống hằng ngày của dân cư

## Sự phát triển
Ngay từ những năm 70 của thế kỷ XX, các quốc gia có nền kinh tế và khoa học công nghệ phát triển đã đề ra những chương trình, chiến lược nhằm hướng nền kinh tế phát triển theo những đặc trưng của kinh tế tri thức.. Có thể kể đến những ví dụ điển hình như: từ 1984 đến nay, mỗi năm chính phủ Mỹ chi hàng trăm tỷ USD cho hoạt động khoa học, công nghệ. Từ những năm 80 của thế kỷ XX, chính phủ Nhật đã dành cho chương trình vi điện tử hơn 100 tỷ USD. Những năm 90 đến nay, nước Nhật đã dành khoảng 3% tổng sản phẩm quốc dân cho hoạt động nghiên cứu và triển khai. Các nước Tây Âu cũng đẩy mạnh hoạt động vào lĩnh vực công nghệ cao, như: công nghệ sinh học, công nghệ thông tin, công nghệ vật liệu mới, điển hình là các nước Đức, Pháp, Italia, Anh, Ba Lan...
để đo lường sự phát triển của kinh tế tri thức tại các quốc gia, hiện nay có chỉ số KEI (knowledge economy index) của Ngân hàng thế giới.
Năm 2012, Thụy Điển, Phần Lan và Đan Mạch là 3 quốc gia đạt hạng cao nhất thế giới về phát triển kinh tế tri thức với số điểm lần lượt là 9,43, 9,33 và 9,16. Trong bảng đánh giá này, Việt Nam xếp hạng 104 với số điểm 3,4, tăng 9 bậc so với năm 2000.

## Xã hội tri thức
Xã hội tri thức là một trật tự xã hội ở các nước phát triển, trong đó kiến thức của các cá nhân và tập thể và tổ chức của họ ngày càng trở thành nền tảng của xã hội và kinh tế, cũng như sự chung sống với nhau.